# Stanisław Jabłonowski (powstaniec listopadowy)
Stanisław Jabłonowski herbu Prus III (ur. 10 marca 1799, zm. 15 sierpnia 1878 w Krakowie) – książę w Królestwie Kongresowym w 1820 roku, powstaniec listopadowy, pionier przemysłu naftowego.

## Życiorys
Był w prostej linii potomkiem hetmanów: Stanisława Jana Jabłonowskiego i Pawła Jana Sapiehy, synem księcia Stanisława Pawła Jabłonowskiego i Teodory z Walewskich. Wykształcenie początkowe otrzymał za granicą, w pensjonacie arystokratycznym w Paryżu i w zakładzie edukacyjnym pastora Gerlacha w Szwajcarii. Gdy ostatecznie wrócił do kraju w 1815 roku, z trudem mówił po polsku. W 1814 roku, na balu u jego matki, został przedstawiony cesarzowi Aleksandrowi I; wtedy też młody książę zadeklarował chęć wstąpienia do służby wojskowej. W 1816 roku zgłosił się na ochotnika na egzamin, po którym przyjęty został jako kadet do baterii pozycyjnej artylerii konnej gwardii. Dzięki swemu pochodzeniu już po dwóch latach został awansowany do stopnia podporucznika. Skonfliktowany z wielkim księciem Konstantym Pawłowiczem w 1821 roku złożył dymisję.
Po wybuchu powstania listopadowego wrócił do wojska. Służył w 4 Baterii Artylerii Lekkokonnej. Brał udział w potyczce pod Miłosną (18 lutego 1831), I bitwie pod Wawrem (19 lutego), oraz bitwie pod Grochowem (25 lutego), za którą 16 marca 1831 roku otrzymał Krzyż Złoty Virtuti Militari. Walczył potem bitwie pod Domanicami i bitwie pod Iganiami (10 kwietnia). Niezwłocznie po tej ostatniej awansowany był do stopnia kapitana. Brał udział w wyprawie na gwardie cesarskie. 26 maja 1831 roku walczył w bitwie pod Ostrołęką. Kiedy korpus Tomasza Łubieńskiego przeszedł za Narew, pozycja jego baterii stała się zagrożona. Ostrzeżony o tym, tak zareagował na propozycję odwrotu:

To ja tu sam pozostanę. Pierwszy raz dowodzę bateryą, nie ustąpię bez rozkazu.

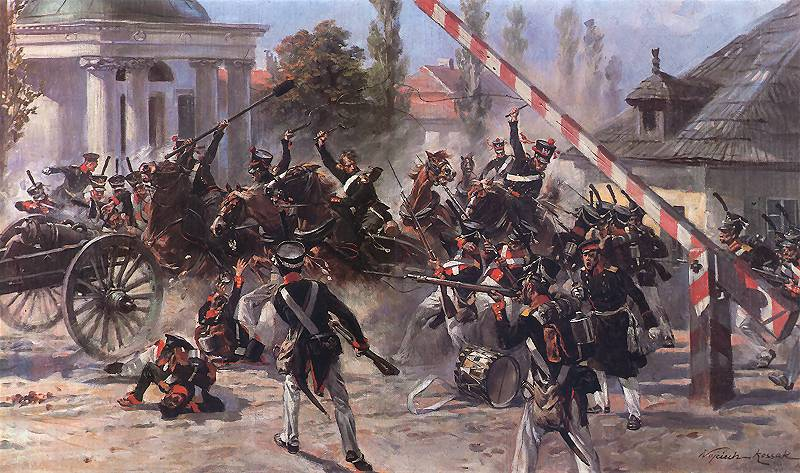
Wojciech Kossak, Bateria Jabłonowskiego na rogatkach Jerozolimskich, 1897

Po objęciu przez Józefa Bema dowództwa nad całą artylerią polską, Jabłonowski został jego szefem sztabu. Brał udział w fortyfikowaniu Warszawy, po czym objął dowództwo 2 Baterii Artylerii Lekkokonnej, wchodzącej w skład Korpusu Rezerwowego Artylerii, dowodzonego przez pułkownika Chorzewskiego. Brał udział w obronie Warszawy, walcząc najpierw w pobliżu rogatek Mokotowskich, potem – Jerozolimskich.
Jest autorem pamiętników z udziału w powstaniu listopadowym, noszących tytuł Wspomnienia o bateryi pozycyjnej artyleryi konnej gwardyi królewsko-polskiej.
Był pionierem przemysłu naftowego. W 1852 roku założył w Pustym lesie w Siarach pierwszą na świecie kopalnię tzw. oleju skalnego (ropy naftowej wydobywającej się z gór) o znaczeniu przemysłowym. W pobliżu pałacu w Kobylance posiadał fabrykę asfaltu.
Był dwukrotnie żonaty. Za pierwszym razem pojął za żonę Marię Gonzagę-Myszkowską-Wielopolską, za drugim – w 1875 roku, a więc w wieku 76 lat, jej matkę, Wandę z Ossolińskich secundo voto Potocką. Nie miał dzieci. Pochowany na cmentarzu Rakowickim.

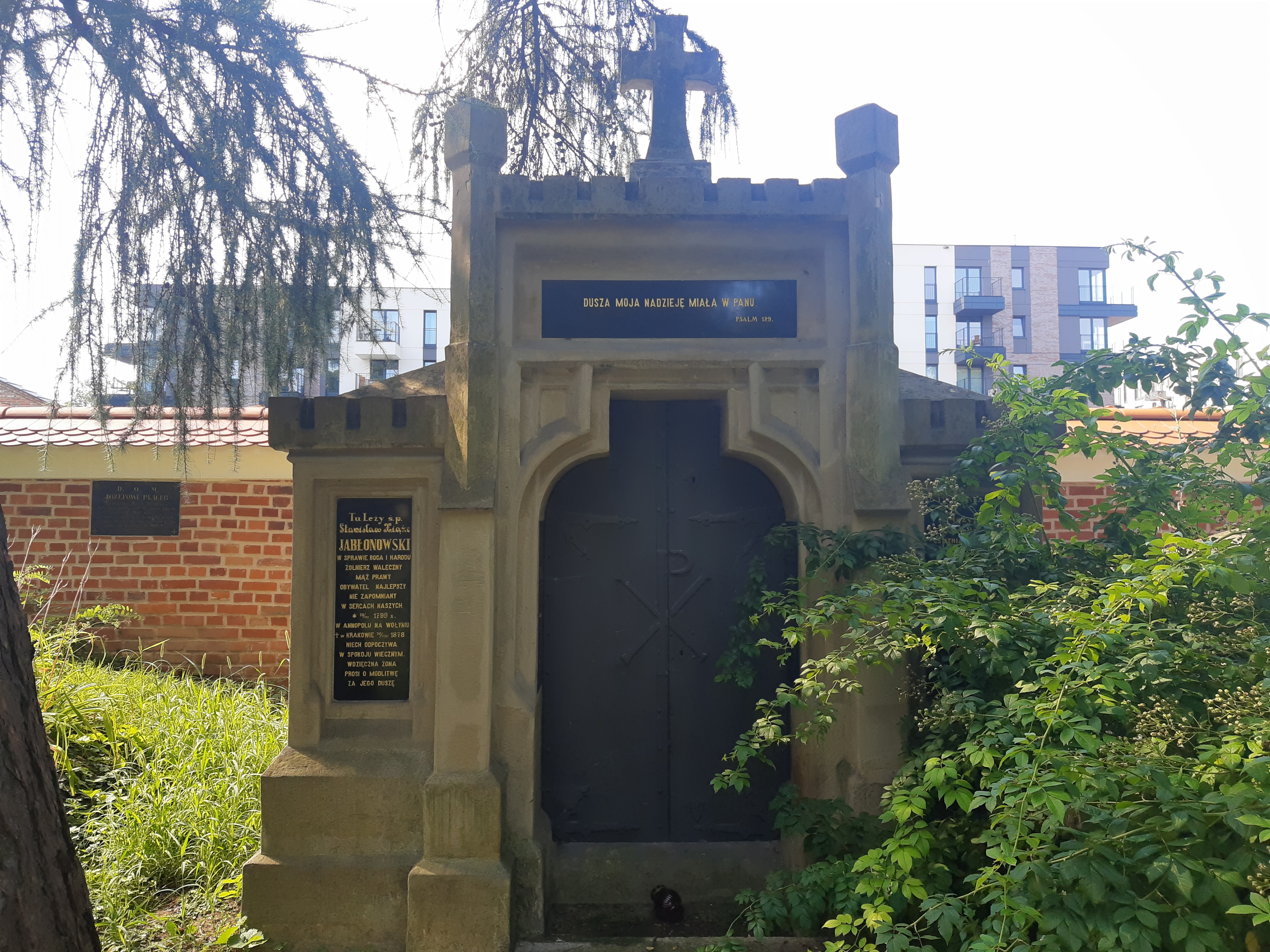
Grób Stanisława ks. Jabłonowskiego na cmentarzu Rakowickim (kw. KB)

## Odznaczenia
- Złoty Krzyż Orderu Virtuti Militari V Klasy – nr 888[5] (16 marca 1831)[6]
- Komandor Orderu Świętego Grzegorza Wielkiego
- Medal św. Heleny